# 25478 Shrock
A 25478 Shrock (ideiglenes jelöléssel 1999 XR45) a Naprendszer kisbolygóövében található aszteroida. A LINEAR projekt keretében fedezték fel 1999. december 7-én.